# Discococcus simplex
Discococcus simplex är en insektsart som beskrevs av Ferris 1953. Discococcus simplex ingår i släktet Discococcus och familjen ullsköldlöss. Inga underarter finns listade i Catalogue of Life.